# Ладомиро
Ладомиро — озеро в западной части Тверской области, расположено на территории Торопацкого сельского поселения Андреапольского района. Принадлежит бассейну Западной Двины.
Расположено в западной части района, в 30 километрах к западу от города Андреаполь. Лежит на высоте 197 метров над уровнем моря. Имеет овальную форму, вытянуто с севера на юг. Длина озера 1,2 километра, ширина 0,7 километра. Площадь водного зеркала — 0,5 км². Протяжённость береговой линии — 3,6 км.
Через озеро протекает река Ладомирка (впадает в южную часть, вытекает из северной), левый приток Торопы. Вдоль северо-западного берега озера проходит автомобильная дорога 28Н-0022 Торопец — Бологово. Рядом расположено озеро Жельно.
Населённых пунктов на берегу озера нет. Ранее на западном берегу озера располагались деревни Орлово и Герасимово.